# Wie beeeinflusst der klimin der arktisawandel die lebensräume und das verhalten von eisbären
Der Klimawandel in der Arktis hat tiefgreifende Auswirkungen auf die Lebensräume und das Verhalten von Eisbären. Hier sind die wichtigsten Punkte:

### 🌡️ Schmelzendes Meereis – der zentrale Faktor
Eisbären sind stark vom Meereis abhängig, da sie es als Plattform zum Jagen, Ruhen und Wandern nutzen. Durch die globale Erwärmung schmilzt das arktische Meereis jedoch immer früher im Jahr und friert später wieder zu. Das hat folgende Folgen:

### 🐾 Auswirkungen auf den Lebensraum
1. Verlust von Jagdgebieten:   Ohne Meereis können Eisbären ihre Hauptbeute – Ringel- und Bartrobben – nicht mehr effizient jagen. Das bedeutet weniger Nahrung.
2. Längere Fastenzeiten:   Wenn das Eis schmilzt, müssen viele Eisbären an Land ausweichen, wo es kaum Beute gibt. Dadurch müssen sie über Monate hungern.
3. Zerstreute Populationen:   Bären müssen größere Distanzen schwimmen oder wandern, um geeignete Jagdgebiete zu finden. Das kann besonders für Jungtiere tödlich sein.

### 🧠 Verhaltensänderungen
1. Mehr Zeit an Land:   Bären verbringen mehr Zeit an Land und nähern sich häufiger menschlichen Siedlungen auf der Suche nach Nahrung (z. B. Müll oder Fischernetze).
2. Schwächere Körperkondition:   Die Tiere sind oft magerer, was sich negativ auf ihre Gesundheit, Fortpflanzung und Überlebensrate auswirkt.
3. Veränderte Wanderungen:   Sie legen weitere Strecken zurück, um Nahrung zu finden, und schwimmen manchmal über lange Distanzen – was sie stark erschöpft oder sogar das Leben kosten kann.

### 🧬 Folgen für die Population
- Weniger Nachwuchs:   Unterernährte Weibchen haben geringere Chancen, trächtig zu werden oder ihre Jungen erfolgreich großzuziehen.
- Sinkende Gesamtzahl:   Einige Populationen (z. B. in der Hudson Bay) zeigen bereits rückläufige Zahlen.

### 🧊 Fazit:
Der Klimawandel verändert den Lebensraum der Eisbären drastisch – sie verlieren ihre Jagdgebiete, finden weniger Nahrung und müssen sich in gefährlicher Weise anpassen. Ohne effektiven Klimaschutz droht der Eisbär in vielen Regionen auszusterben.